# Salomon Tandeng Muna
Salomon Tandeng Muna (27. března 1912 – 22. ledna 2002) byl kamerunský politik, který v letech 1968 až 1972 zastával funkci předsedy vlády federativního státu Západní Kamerun.

## Životopis
V letech 1970 až 1972 působil jako poslední kamerunský viceprezident, poté byla tato funkce zrušena. Od 11. ledna 1968 do 2. června 1972 zastával funkci předsedy vlády federativního státu Západní Kamerun. V letech 1973 až 1988 byl předsedou Národního shromáždění.
Muna byl velmi aktivním členem mezinárodní skautské organizace, kde se stal viceprezidentem Světového skautského výboru. Byl tak prvním Afričanem, který tuto funkci zastával. Byl také vrchním skautem v Kamerunu a předsedou Afrického skautského výboru. Muna získal Bronzového vlka, ocenění Světové organizace skautského hnutí. Toto ocenění je udíleno za výjimečné služby světovému skautingu a Muna jej obdržel v roce 1981.